# Jan Kazimierz Gliński
Jan Kazimierz Gliński z Zimnej Wody herbu Półkozic (zm. 1702) – stolnik sandomierski w 1691 roku, łowczy sandomierski w latach 1688–1690, komornik ziemski bełski w 1679 roku.
Poseł sejmiku opatowskiego na sejm zwyczajny 1688 roku. Poseł sejmiku województwa sandomierskiego na sejm konwokacyjny 1696 roku. 5 lipca 1697 roku podpisał w Warszawie obwieszczenie do poparcia wolnej elekcji, które zwoływało szlachtę na zjazd w obronie naruszonych praw Rzeczypospolitej. Deputat powiatu sandomierskiego do rady stanu rycerskiego rokoszu łowickiego w 1697 roku. Poseł na sejm pacyfikacyjny 1699 roku z województwa sandomierskiego.